# Госс, Анри-Альбер
Анри́-Альбе́р Госс (фр. Henri-Albert Gosse; 25 мая 1753, Женева — 1 февраля 1816, там же) — швейцарский естествоиспытатель. позолотчик 

## Происхождение и семья
Сын книготорговца Жана Госса и Мари Тандон. С 1788 года был женат на Луиз Агасс, дочери Этьенна Агасса.

## Биография
В юности работал продавцом в отцовском книжном магазине. Затем изучал фармакологию в Женевской академии, а с 1779 по 1781 годы — в королевской фармацевтической школе в Париже. После возвращения в Женеву занимался различными научными проектами, в частности, изучал желудочный сок и пищеварение. Две его работы, посвящённые профессиональным заболеваниям позолотчиков и шляпников, были удостоены наград Парижской академии наук (в 1783 и в 1785 годах соответственно). Предпринял несколько бизнес-проектов — открыл аптеку, пытался наладить производство фаянса, в 1790 году — вместе с Якобом Швеппом занимался производством искусственных минеральных вод. Был инициатором создания женевского Общества физики и естественной истории. Во время Французской революции пытался играть роль модератора, занимал различные административные должности, в том числе с 1800 по 1801 годы был заместителем мэра Женевы. Параллельно продолжал заниматься наукой, в частности, собрал большой гербарий и коллекцию уродств. В 1803 году основал Общество натуралистов, читал курсы ботаники в приобретённом им Морнекском замке (департамент Верхняя Савойя), где в 1815 году создал Швейцарскую академию естественных наук.
Член-корреспондент французской Королевской академии наук (с 1789 года), затем — Института Франции (с 1804 года).

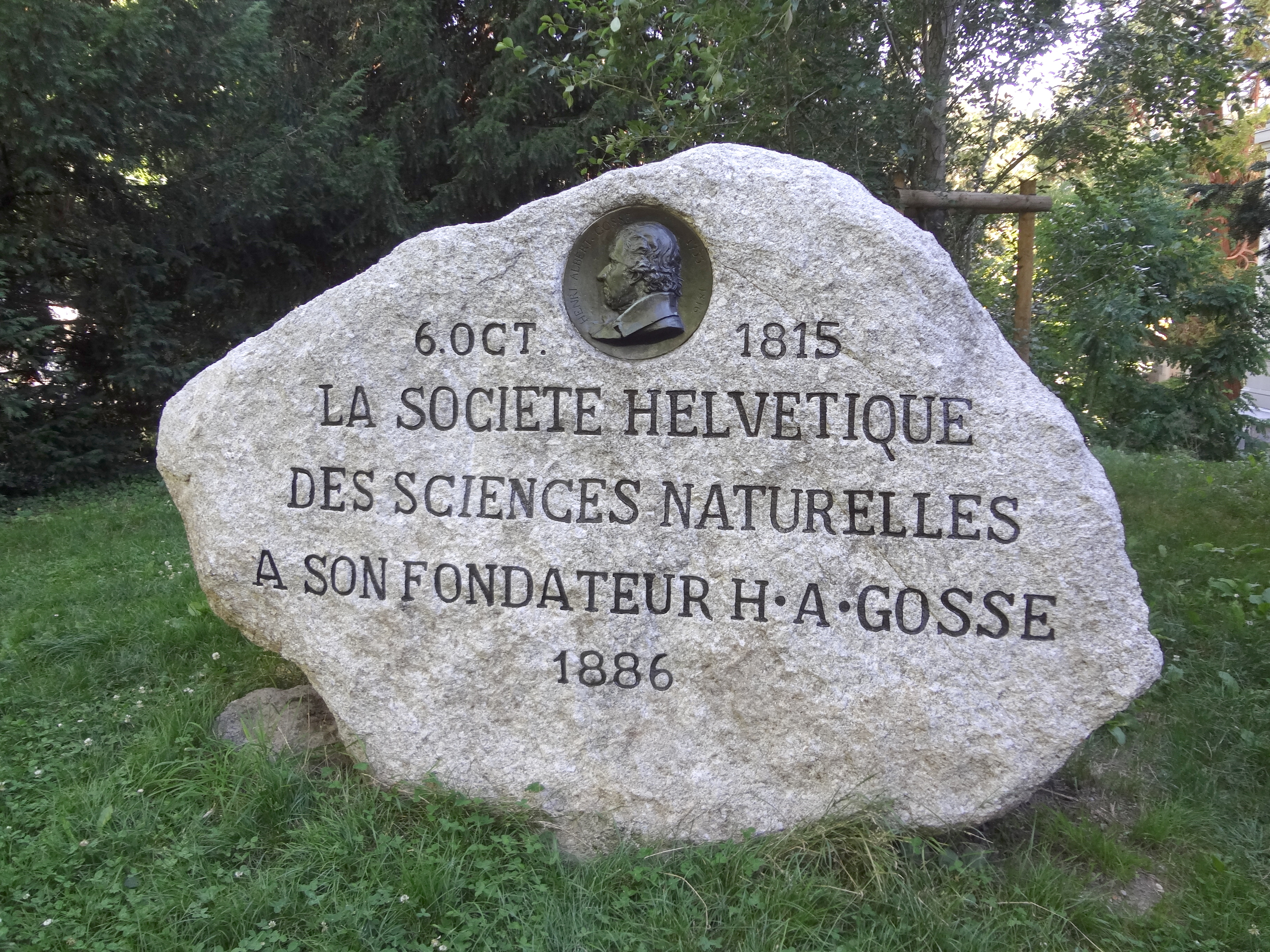
Памятник Анри-Альберу Госсу в Женеве